# Bugzilla
Pour les articles homonymes, voir Mozilla.
Bugzilla est un logiciel libre de système de suivi de problèmes avec interface web, développé et utilisé par l'organisation Mozilla. Il permet le suivi de bogues ou de « demande d'amélioration » (RFE en anglais) sous la forme de « tickets ». Logiciel de type serveur, architecture trois tiers, il est écrit en langage Perl. Il est disponible sous UNIX (Linux, BSD, etc.) et est distribué sous tri-licence MPL/LGPL/GPL.
Il est utilisé par de nombreuses organisations pour suivre le développement de nombreux logiciels, sur Internet ou dans des réseaux privés. Les plus connus sont la Mozilla Foundation, la Wikimedia Foundation, Walt Disney Company, la NASA, YAHOO, KDE, Red Hat, Novell, Mageia, Mandriva, Eclipse et LibreOffice pour ne citer que quelques projets majeurs.

## Historique
À l'origine, Bugzilla est un outil utilisé en interne par Netscape dans le cadre du développement de Netscape Navigator. Il est devenu open source en 1998, à la suite de la publication du code source de ce qui aurait dû devenir la version 5 de Netscape Communicator (laquelle n'a jamais vu le jour), dans le cadre du projet Mozilla. Depuis, son développement s'est poursuivi sous l'égide de la Fondation Mozilla.
Écrit à l'origine en TCL par Terry Weissman en 1998, il fut porté ensuite en Perl en avril 2000. La version 2.0 fut la première version en Perl.
La version 3.0 sortit le 10 mai 2007, la version 4.0 le 15 février 2011 ; la version 5.0 fut éditée le 7 juillet 2015[réf. nécessaire].

## Exigences
Bugzilla requiert de disposer des éléments suivants :
- une base de données compatible. En 2015, il s'agit de MariaDB, MySQL, PostgreSQL, la base d'Oracle ou SQLite[7] :
- une version de Perl (5.10 ou plus en 2015),
- un assortiment de modules Perl,
- un serveur HTTP avec le support de CGI
- un agent de transfert de courriels ou un serveur SMTP.

## Fonctionnement
Bugzilla gère le suivi de bugs provenant de sites, logiciels et courriels. Il classe les bugs en fonction de leur étape d'étude.
- Cycle d'un bug suivi par BugzillaArrivée, bug non confirmé
- Prise en compte bug, bug confirmé
- En cours d'étude
- Résolu
  - Corrigé
  - Doublon
  - Ignoré
  - Non reproductible
  - Invalide

Cycle d'un bug suivi par Bugzilla

- Solution insatisfaisante, bug rouvert
- Solution satisfaisante, bug vérifié